# Liste des membres du Conseil des Cinq-Cents
Pour un article plus général, voir Conseil des Cinq-Cents.
Le Conseil des Cinq-Cents était une assemblée législative (chambre basse), mise en place en 1795. Ses membres sont élus par départements.
- Haut – A
- B
- C
- D
- E
- F
- G
- H
- I
- J
- K
- L
- M
- N
- O
- P
- Q
- R
- S
- T
- U
- V
- W
- X
- Y
- Z

## A
- Germain Théodore Abolin
- Charles-Jean-Marie Alquier
- Antoine Andrei 1733 † 1815
- François Andrieux (° 1759- † 1833)
- Antoine Balthazar Joachim d'André (° 1759- † 1825)
- Pierre-Antoine Antonelle
- Barthélémy Aréna
- Joseph Antoine Aréna
- Jean-Marie Arrighi
- Pierre-Jean Audouin
- François Aubry
- Antoine-Augustin Auger
- Jean-Jacques Aymé

## B
- Pierre-Marie-Athanase Babey
- Jacques-Charles Bailleul
- Jean Henri Bancal des Issarts (° 1750- † 1826)
- Jean Baptiste Bara, député des Ardennes
- Jean-François Barailon
- Jean-Nicolas Bassenge
- François-Xavier Baudot
- Jean Béchade-Casaux
- Louis Étienne Beffroy
- Jean Bérenger (1767-1850)
- Nicolas-Bernard Belzais-Courménil
- Paul Émilien Béraud
- Georges Bergasse de Laziroules
- François Bergoeing
- Théophile Berlier
- Marie-Joseph Jacques Bermond
- Charles Ambroise Bertrand de La Hosdinière
- François Joseph Beyts, député de la Dyle
- Jean-Marie Bion
- Jacques-François Bissy
- François Blain
- Jean-Louis Blanc
- Jean Dominique Blanqui
- Antoine Innocent Blaviel
- Joseph Blin
- Pierre Joseph François Bodin, député d'Indre-et-Loire
- Jean Julien Bodinier, député d'Ille-et-Vilaine
- Alain Bohan, député du Finistère
- Pierre Joseph Didier Boissieu, député de l'Isère
- François-Antoine de Boissy d'Anglas
- Lucien Bonaparte
- Félix Bonnaire, député du Cher
- Jean Thomas Bonnemain (Aube)
- Siméon Bonnesœur-Bourginière
- Joseph Balthazar Bonet de Treyches
- Durand Borel de Brétizel
- Jacques-Antoine Boudin, député de l'Indre
- Antoine Jacques Claude Joseph Boulay de la Meurthe
- Jean Pierre Boullé, député du Morbihan
- François-Louis Bourdon
- Jean François Boursault-Malherbe, député du Vaucluse
- Godefroy Bouvier, député du Vaucluse
- Jean-Baptiste Bresson, député des Vosges
- François-Augustin Brichet, député de Maine-et-Loire
- Pierre-Joseph Briot (° 1771- † 1827), député du Doubs
- Jacques Brival
- Jean-Guillaume Brixhe, député de l'Ourthe
- Claude-Louis Bruslé de Valsuzenay, député des Deux-Nèthes
- Nicolas Joseph Bucquet

## C
- Pierre Jean Georges Cabanis
- Paul Cadroy
- Jean-Jacques-Régis de Cambacérès
- Jean-Marie Calès
- Simon Camboulas
- Armand-Gaston Camus
- Joseph Cassanyes
- Jean-Baptiste Cavaignac
- Antoine Didier Jean-Baptiste Challan
- Jean Chanorier
- Vincent Chapelain, député de la Vendée
- Hyacinthe Chapuis, député de Vaucluse
- Charles Antoine Chasset
- François Chastel, député du Mont-Blanc
- Jean Claude Chastellain, député de l'Yonne
- Richard Chauchet-Bourgeois, député des Ardennes
- Jean-Pierre Chazal
- François-Armand Cholet, Comte de l'Empire, Comte héréditaire sous Louis XVIII, Pair de France
- Henry Louis Joseph Cochet (1791-1807 député du Nord)
- Pierre Colombel
- Jean-Isaac Combes-Dounous
- Polycarpe Constans
- Jean-Marie Corbun
- Jacques-Michel Coupé
- Gabriel Hyacinthe Couppé
- Denis Couzard
- Jacques Antoine Creuzé-Latouche député de la Vienne
- Jean-François Curée député de l'Hérault

## D
- Joseph Séraphin Dabray, député des Alpes-Maritimes
- Jean-Baptiste Dauchez, membre du directoire du district d'Arras
- Luc Jacques Edouard Dauchy
- Pierre Daunou
- Louis Marie Debaecque, député du Nord
- Jean Antoine Debry
- Jacques Defermon, député d'Ille-et-Vilaine
- Antoine Delamarre, député de l'Oise
- Pierre Delbrel, député du Lot
- François-Godefroy Desaincthorent
- Bernard Descamps député du Gers
- Laurent-François Dethier, député de l'Ourthe
- Jean-Louis Deville, député de la Marne
- René Doche-Delisle, député de la Charente
- François Amédée Doppet
- Louis-Gustave Doulcet de Pontécoulant
- Daniel Doumerc
- Joseph-Claude Drevon
- Jean-Baptiste Drouet
- Dieudonné Dubois
- François Louis Dubois
- Edmond Louis Alexis Dubois-Crancé
- Louis-Thibaut Dubois-Dubais
- Charles Jacques Nicolas Duchâtel
- Charles François Joseph Dugua
- Jacques Antoine Dulaure
- Joseph Vincent Dumolard
- Jacques Paul Fronton Duplantier, député de la Gironde
- Jacques Charles Dupont de l'Eure
- Bernard-Jean-Maurice Duport
- Pierre Louis Duprat
- Charles-François Dupuis
- Charles François Marie Duval

## E
- Jean-François Ehrmann, député du Bas-Rhin
- Jean-Louis Emmery, député de la Moselle
- Jacques Engerran-Deslandes, député de la Manche
- Joseph Eschassériaux, député de la Charente-Inférieure
- René Eschassériaux, député de la Charente-Inférieure

## F
- Jean-Claude Fabre, député de l'Aude
- Jacques-Hyacinthe Fabry, député de l'Ourthe
- Jean Baptiste Fanneau de Lahorie
- Henri Fargues, député des Basses-Pyrénées
- François-Joseph Febvre, député du Jura
- Marie-Félix Faulcon, député de la Vienne
- Gilbert-Amable Faure-Conac
- Guillaume-Jean Favard de Langlade, député du Puy-de-Dôme
- Anthelme Ferrand
- Martin Fery, représentant du peuple du département de la Dyle
- Honoré Marie Fleury (1754-1827) député des Côtes-du-Nord (Saint-Brieuc) ancien Conventionnel
- Charles François Joseph Foncez (1752 - après 1830), député du département de Jemmapes
- Antoine Georges François
- Antoine Français de Nantes (1756-1836), député de l'Isère
- René François-Primaudière (1751-1816), député de la Sarthe.

## G
- Dominique Joseph Garat
- Jacques Garnier dit Garnier de Saintes
- Pierre Nicolas Garnot
- Jean Philippe Garran de Coulon
- Pierre-Anselme Garrau
- Joseph François Gau des Voves
- Jean-François Gaultier de Biauzat
- Léonard Honoré Gay de Vernon
- Jean-Pierre Gayet (° 1760- † 1825), député de Saône-et-Loire
- Jean-Joseph-Victor Genissieu
- Georges de l'Allier
- Pierre Mathurin Gillet
- Jean-Louis Girod de l'Ain
- Jacques Charles Giroust
- Louis Gohier
- Nicolas Constant Golzart, député des Ardennes
- Jean-René Gomaire
- Eugène Constant Joseph César Gossuin
- Guillaume François Charles Goupil de Préfelne
- Philippe Charles Aimé Goupilleau de Montaigu
- Claude-Christophe Gourdan
- Pierre-Joseph Grangier (° 1758- † 1821), député du Cher
- François Grégoire de Rumare, député de la Seine-inférieure,
- Jean Grenier (1753-1841), député de la Haute-Loire,
- Antoine Grenot
- Ferdinand Pierre Marie Dorothée Guillemardet
- Jérôme Alexandre Guiot, député des Côtes-du-Nord
- Joseph Guiter
- Louis-Bernard Guyton-Morveau
- Jean Guimberteau (1744-1812)

## H
- Antoine-François Hardy
- Jean-Baptiste Harmand
- Henry-Larivière
- Jean-Marie Heurtault de Lammerville
- Étienne François Housset
- Jean-Antoine Huguet

## I
- François Perret Imbert, député de l'Isère,
- Jacques Imbert-Colomès
- François Pierre Ingrand, député de la Vienne
- Maximin Isnard

## J
- Jean-Ignace Jacqueminot ;
- Jean-Joseph-Joachim Janod
- Camille Jordan (1771-1821)
- Louis Jorrand
- André Joseph Jourdan, député des Bouches-du-Rhône
- Jean-Baptiste Jourdan

## K
- Augustin Bernard François Le Goazre de Kervélégan

## L
- Jean-Girard Lacuée
- Étienne Lagentie, député du Lot
- René-Augustin Lair-Lamotte
- Joseph Lakanal
- François Lamarque
- François Xavier Lanthenas
- Antoine Louis La Plaigne
- François Sébastien Christophe Laporte
- Louis-Marie de La Révellière-Lépeaux
- Isaac Étienne de Larue (1760-1830), député de la Nièvre ;
- Marc-Antoine Laumon
- Claude-Nicolas Leclerc (° 1738- † 1808), député de Loir-et-Cher
- Jean-Barthélémy Le Couteulx de Canteleu
- Michel Mathieu Lecointe-Puyraveau
- Julien-Urbain-François-Marie-Riel Lefebvre de La Chauvière, député de la Loire-Inférieure
- Antoine Joseph Lemarchant de Gomicourt (° 1763- † 1827), député de la Somme
- Roland Gaspard Lemérer
- Joseph Lequinio
- Denis Toussaint Lesage
- Robert Lindet
- Jean-Antoine Louis
- Jean-Baptiste Louvet de Couvray
- Thomas-Michel Lynch

## M
- Jean Mailhe, député des Hautes-Pyrénées
- Louis-François Maillart-Jubainville
- François Marbos député de la Drôme
- Jean-Antoine Marbot
- Jean François Nicolas Marchoux, député des Ardennes
- Ruffin Castus Massa député des Alpes-Maritimes
- François Maugenest, député de l'Allier
- André Charles Membrède, député de la Meuse-Inférieure
- Louis-Sébastien Mercier
- Antoine Merlin de Thionville
- Jean-Marie François Merlino
- Jean-Ulrich Metzger, député du Haut-Rhin
- Étienne Mollevaut
- François-Étienne Montégut, député des Pyrénées-Orientales
- Denis François Moreau de Mersan, député du Loiret, réintégré en mai 1797
- Agricol Moureau, député de Vaucluse

## N
- Jean-Baptiste Nairac
- Pierre-Alexandre-Antoine Nicolas de Meissas
- Jacques Barthélémy Noaille
- Pierre-Théodore Noël du Payrat, député de la Dordogne
- Pierre Barthélémy de Nogaret (° 1762- † 1841)
- Jean-Gaspard Normand (élection annulée)

## O
- Mathurin Jean François Obelin-Kergal
- Louis Gaspard Odolant-Desnos
- Pierre-Joseph Olbrechts
- Philippe Louis Ortalle
- Charles-François Oudot
- Charles-Lambert Doutrepont
- Jean-Antoine Ozun

## P
- Jean François Palhier de Sylvabelle
- Emmanuel Pastoret, député du Var
- Nicolas, Jean-Baptiste Pavie
- Jean Pelet
- Joseph Pémartin
- Emmanuel Pérès de Lagesse
- Jacques Périès
- Catherine-Dominique de Pérignon
- Jean-Baptiste Perrin des Vosges
- Claude-Louis Petiet
- François Pétiniaud, député de Saint-Domingue (colonie française)
- Claude-Marie-Joseph Philippe, député du département du Mont-Blanc
- Jean-François Philippe-Delleville
- Jean-Baptiste Piette
- Pierre Louis Pinel
- Alexis François Pison de Galand
- Pierre François Nicolas Plet-Beauprey
- Philibert Antoine Polissard
- Jean-Baptiste Poncet-Delpech
- François-Martin Poultier
- Claude-Antoine Prieur-Duvernois
- François-Clément Privat de Garilhe, député de l'Ardèche (1759-1829)
- Gilbert Prudon, député de Saône-et-Loire

## Q
- Antoine Chrysostome Quatremère de Quincy, député de la Seine
- Jacques Queinnec (1755-1817)
- Nicolas-Marie Quinette
- Jean-Baptiste Quirot

## R
- Nicolas Raffron de Trouillet
- Pierre-Thomas Rambaud, généralité de Lyon
- Dominique-Vincent Ramel-Nogaret
- Georges-Antoine Ricard
- Claude Francois Benoît Richond
- François Joseph Ritter
- Claude Roberjot
- François Robert
- Louis Antoine Joseph Robin
- Joseph Yves Roüault de Cosquéran
- Jacques-Marie Rouzet
- Jean-Baptiste Royer
- Pierre-Paul Royer-Collard
- Albert Ruelle
- Paul Joseph Auguste van Ruymbeke

## S
- Charles Saint-Martin-Valogne
- Jean-Baptiste Michel Saladin
- Christophe Saliceti
- Jean-Baptiste Pierre Saurine
- Louis-Jacques Savary
- Joseph Jérôme Siméon
- Antoine Sivard de Beaulieu, député de la Manche
- Joseph Julien Souhait
- Jean Soulhié, député du Lot
- Sauveur Scherlock, député du Vaucluse
- Emmanuel-Joseph Sieyès
- Jean Serres, député des Hautes-Alpes

## T
- Jean-Lambert Tallien
- Michel-Louis Talot
- Léonard-Michel Texier-Mortegoute
- Louis Texier-Olivier
- Antoine Claire Thibaudeau
- Alexandre Thibaut
- Jean-Baptiste Treilhard
- Guillaume Alexandre Tronsson
- Antoine Truc, député du Var
- Jean-François Thourel

## V
- Jean-Marie Valentin-Duplantier, député de l'Ain
- Jean Valéry, député du Lot
- Pierre Joseph Vallée, député de la Meuse
- Jean-François Vauvilliers
- Pons de Verdun
- Guillaume Vergniaud, député de Saint-Domingue
- Théodore Vernier
- Vincent-Marie Viénot de Vaublanc, député de Seine-et-Marne
- Louis Thomas Villaret de Joyeuse,est élu fin 1796, par le département du Morbihan. Il siège avec un groupe de tendance monarchiste : le club dit des « Clichyens »
- Louis Vitet, de 179à 1799, maire de Lyon

## W
- Antoine-Hubert Wandelaincourt, député de la Haute-Marne
- Paul-Joseph de Wauthier des Gates, député des Ardennes
- Amédée Willot, député des Bouches-du-Rhône

## Y
- Jacques Marie Ysambart, député de la Sarthe

## Z
- Joseph Zangiacomi (° 1766- † 1846), député du département de la Meurthe